# Rempart de la Rivière de l'Est
Le rempart de la Rivière de l'Est est un rempart montagneux du sud-est de l'île de La Réunion, un département d'outre-mer français dans l'océan Indien. Partie du massif du Piton de la Fournaise, il marque la séparation entre le Fond de la Rivière de l'Est et les pentes boisées qui surplombent ce plateau des Hauts plus au nord. De fait, il s'étire du sud-ouest au nord-est en prolongeant le rempart des Sables jusqu'à former le versant nord-ouest de la rivière de l'Est, un fleuve qui s'échappe vers le nord-est. Ce faisant, il sert dans un premier temps de frontière entre Le Tampon et Sainte-Rose puis surtout entre cette dernière commune et La Plaine-des-Palmistes en s'achevant au piton des Trois Communes, sommet et tripoint où commence par ailleurs Saint-Benoît. Son point culminant se trouve à l'autre extrémité à hauteur du piton des Basaltes, qui atteint 2 448 mètres d'altitude.